# La última llamada
La última llamada é um filme de drama argentino-mexicano dirigido por Andrés Schaer e produzido por Roberto Gómez Bolaños. Lançado em 1996, foi protagonizado por Norma Armand, Miguel Dedovich e Maggie Garbino.

## Elenco
- Norma Armand
- Miguel Dedovich
- Maggie Garbino
- Vando Villamil
- Lisandro Alonso
- Sebastián Almeida